# 로광섭
로광섭(미상 ~ )은 조선민주주의인민공화국의 정치인이다. 김일성고급당학교 부교장 겸 조선로동당 중앙위원회 위원이다.

## 경력
김일성고급당학교 부교장으로 2019년 4월, 조선로동당 제7기 제4차 전원회의에서 조선로동당 중앙위원회 위원으로 선출되었다.

## 최고인민회의 대의원
2019년 3월 최고인민회의 제382호 청룡선거구 제14기 대의원으로 선출되었다.